# In My Skin (serie)
In My Skin es una serie de televisión británica que combina comedia y drama, escrita por Kayleigh Llewellyn, que se estrenó en BBC Three el 14 de octubre de 2018. La serie fue inicialmente concebida como un cortometraje para la BBC de Gales, pero más tarde este se utilizó como episodio piloto, después de que la BBC decidiera convertir In My Skin en una serie completa. La serie está protagonizada por Gabrielle Creevy, James Wilbraham, Poppy Lee Friar, Jo Hartley, Aled ap Steffan, Di Botcher, Georgia Furlong y Rhodri Meilir. En marzo de 2021, In My Skin se renovó para una segunda y última temporada, que se estrenó el 7 de noviembre de 2021. La serie ha sido aclamada por la crítica al ganar el premio BAFTA TV 2022 a la mejor serie dramática, así como numerosos galardones en ceremonias como los BAFTA Cymru y los RTS Program Awards.

## Argumento
In My Skin se centra en la adolescente galesa Bethan, que intenta llevar una doble vida mientras lidia con la enfermedad mental de su madre, sus amistades y su sexualidad. Su madre padece trastorno bipolar y está internada en un psiquiátrico. Bethan sueña con ser escritora, pero asiste a una escuela hostil y homofóbica.

## Elenco y personajes

### Principal
- Gabrielle Creevy como Bethan, una estudiante de 16 años que oculta su problemática vida hogareña a la gente de la escuela.
- James Wilbraham como Travis, un estudiante gay que es el mejor amigo de Bethan y Lydia.
- Poppy Lee Friar como Lydia, una estudiante de la escuela que rompe las reglas y es la mejor amiga de Bethan y Travis.
- Jo Hartley como Katrina, la madre de Bethan que sufre de trastorno bipolar.
- Aled ap Steffan como Stan Priest, un estudiante de la escuela que intimida a Bethan.
- Di Botcher como Nana Margie, la abuela de Bethan
- Rhodri Meilir como Dilwyn, el padre alcohólico de Bethan.

### Recurrente
- Zadeiah Campbell-Davies como Poppy, una chica popular que anima a Bethan a besarla y luego la deja.
- Alexandria Riley como Miss Morgan, una profesora de inglés sarcástica que apoya la creatividad de Bethan.
- Suzanne Packer como la enfermera Digby, enfermera del hospital psiquiátrico.
- Laura Checkley como la Sra. Blocker, una dura profesora lesbiana de educación física a la que originalmente no le agrada Bethan pero luego se ablanda con ella.
- Richard Corgan como Tony Chipper, un empleado de la tienda de chips que se aprovecha de Lydia (temporada 1)
- Georgia Furlong como Lorraine, una chica impopular que desesperadamente quiere ser amiga de Poppy.
- Jac Yarrow como Jamie, una estudiante que ayuda a Bethan con los carteles de su campaña (temporada 1)
- Dave Wong como Alfred, un paciente con una enfermedad mental en el hospital (temporada 1)
- Lu Corfield como director, director de la escuela.
- Ellen Robertson como Jodie, enfermera del pabellón psiquiátrico (temporada 1)
- Rebekah Murrell como Cam, una estudiante lesbiana de la que Bethan se enamora (temporada 2)
- Steffan Rhodri como Perry, un hombre amable con el que Katrina entabla una relación a espaldas de Dilwyn (temporada 2). Tiene una hija con síndrome de Down.
- Olivia Southgate como Ffion, la hija de Perry (temporada 2)

## Producción
In My Skin se encargó inicialmente como un cortometraje para la BBC de Gales, que se filmó durante cinco días. Más tarde actuó como episodio piloto cuando BBC Three ordenó In My Skin como una serie completa. Producida por Expectation Entertainment, actúa como el primer encargo con guion de la compañía. La creadora y escritora Kayleigh Llewellyn afirmó que su borrador de la serie fue "calurosamente recibido" por la BBC, y la directora Lucy Forbes se unió al proyecto debido al "poder del tema". Llewellyn explicó que ella y la directora de casting Rachel Sheridan estaban centradas en que aparecieran actores locales galeses en la serie, ya que podrían dar vida a los "personajes". La serie está filmada en Cardiff, Gales. La primera temporada fue, según Llewellyn, "escrita en cinco semanas, rodada en cinco semanas y rodada con un presupuesto de 500 libras esterlinas". En marzo de 2021, la BBC renovó In My Skin para una segunda y última temporada. Llewellyn declaró que estaba emocionada por "terminar de contar la historia de Bethan" y que en el proceso de escritura estaba "oscilando entre la risa escandalosa y el llanto horrible". Molly Manners fue elegida para dirigir la segunda temporada, y Llewellyn expresó su entusiasmo por la participación de Manners. El rodaje de la segunda temporada comenzó el 29 de marzo de 2021 en Cardiff. El rodaje concluyó el 1 de mayo de 2021. La segunda temporada se estrenó el 7 de noviembre de 2021.

## Impacto y crítica
Para la primera temporada, el sitio web de recopilación de reseñas Rotten Tomatoes informó un índice de aprobación del 100% con una calificación promedio de 7,2/10, según 13 reseñas de críticos. Metacritic, que utiliza un promedio ponderado, asignó una puntuación de 78 sobre 100 basándose en 8 críticas, lo que indica "críticas generalmente favorables".
Rhiannon Lucy Cosslett de The Guardian describió In My Skin como "una montaña rusa emocional de un drama televisivo", y escribió que es "una serie de gran peso emocional y un logro extraordinario de la escritora Kayleigh Llewellyn, quien seguramente tiene grandes cosas por delante". El Sunday Times catalogó la serie como una "elección de los críticos", escribiendo que es un "drama fascinante", y agregó que las actuaciones de Creevy y Hartley fueron "notables". Annie Lord, escribiendo para The Independent, describió In My Skin como un "drama hilarantemente oscuro sobre la mayoría de edad [que] es profundo", y que "el diálogo de Llewellyn es cáustico y agudo". Time la catalogó como una de las cinco mejores series de televisión de julio de 2020. Time escribió: "Una combinación de humor negro, descripciones crudas de traumas y actuaciones auténticas hacen que la serie forme parte de la misma ola de televisión británica que incluye autoras como Phoebe Waller-Bridge y Michaela Coel. Puede que Llewellyn no sea la cara pública de su serie, como lo son esas mujeres, pero ella también habla desde el corazón y su mensaje resuena". En noviembre de 2021, la segunda temporada de esta comedia dramática galesa recibiría 5 estrellas en la reseña de Guardian TV de Rebecca Nicholson, afirmando que es "una conmovedora visita obligada que merece una amplia aclamación".

### Premios y nominaciones
| Year | Organisation                      | Category                                   | Nominee(s)                | Result | Ref.   |
| ---- | --------------------------------- | ------------------------------------------ | ------------------------- | ------ | ------ |
| 2019 | BAFTA Cymru                       | Actress                                    | Gabrielle Creevy          |        | [ 13 ] |
| 2019 | BAFTA Cymru                       | Television Drama                           | In My Skin                |        | [ 14 ] |
| 2020 | RTS CYMRU Wales                   | Industry                                   | Expectation Entertainment |        | [ 15 ] |
| 2020 | BAFTA Cymru                       | Actress                                    | Gabrielle Creevy          |        | [ 16 ] |
| 2020 | BAFTA Cymru                       | Director: Fiction                          | Lucy Forbes               |        | [ 16 ] |
| 2020 | BAFTA Cymru                       | Television Drama                           | In My Skin                |        | [ 16 ] |
| 2020 | BAFTA Cymru                       | Writer                                     | Kayleigh Llewellyn        |        | [ 16 ] |
| 2020 | RTS Craft &amp; Design Awards     | Make Up Design - Entertainment & Non Drama | Kate Roberts and Team     |        | [ 17 ] |
| 2021 | RTS Programme Awards              | Drama Series                               | In My Skin                |        | [ 18 ] |
| 2022 | RTS Programme Awards              | Actor (Female)                             | Gabrielle Creevy          |        | [ 19 ] |
| 2022 | RTS Programme Awards              | Drama Series                               | In My Skin                |        | [ 19 ] |
| 2022 | RTS Craft &amp; Design Awards     | Casting Award                              | Rachel Sheridan           |        | [ 20 ] |
| 2022 | British Academy Television Awards | Best Drama                                 | In My Skin                |        | [ 21 ] |
| 2022 | British Academy Television Awards | Best Writer: Drama                         | Kayleigh Llewellyn        |        | [ 21 ] |